# シルウェリウス (ローマ教皇)
シルウェリウス（Silverius, ?  - 537年12月2日）は、第58代ローマ教皇（在位：536年 - 537年）。
東ローマ皇帝ユスティニアヌス1世のイタリア遠征司令官ベリサリウスがローマを東ゴート王国から奪還した際、東ゴート王国に内応していたとして、ポンツァ島に追放され、その地で暗殺された。